# MagiaStone -まぎすと-
MagiaStone -まぎすと- (略称：まぎすと) は、日本の男性6人組エンタメグループである。

## 概要
2021年7月31日、リーダーであるらんまくんがグループを結成。
活動内容としては、ツイキャスでの公式生配信をはじめとし、公式YouTubeチャンネルでのアニメ動画の投稿、オリジナル曲や歌ってみたの投稿が主である。また、これらの活動のほか、定期的にワンマンライブを開催している。過去には1stワンマンライブ「MagiaStory」、2ndワンマンライブ「MagiaParty」を開催し、2023年8月には東名阪ツアー「MagiaFestival」を開催した。
2023年7月31日に結成2周年を迎え、YouTubeのチャンネル登録者数は5.15万人(2023年10月6日現在)、動画再生回数は14,511,609回(2023年10月6日現在)である。
2024年2月5日に多くのファンに惜しまれつつも解散した。

## メンバー
| 活動名     | 担当カラー | YouTubeチャンネル登録者数 |
| ---------- | ---------- | ------------------------- |
| らんまくん | 紫         | 10.2万人                  |
| ゆたくん   | 水色       | 10.7万人                  |
| あぽす     | 赤         | 1.33万人                  |
| みぬた     | オレンジ色 | 12.5万人                  |
| はやさか   | 黄色       | 27.8万人                  |
| ししがみ   | 青         | 1.28万人                  |

なお、らんまくん、あぽす、ししがみのユニットは「兄貴組」と呼ばれ、ゆたくん、みぬた、はやさかのユニットが「弟組」と呼ばれる。

## オリジナル曲
| 曲名                         | リリース日 | 作詞     | 作曲         | 編曲     |
| ---------------------------- | ---------- | -------- | ------------ | -------- |
| マギアストーリー             | 2021/07/31 |          | 赤井あお     | -        |
| マギアチャージ               | 2022/01/31 | 赤井あお | 赤井あお     | -        |
| 勇者不在の魔法使いパーティー | 2022/07/30 | 赤井あお | 赤井あお     | -        |
| マジカルビギナーセミナー     | 2023/01/08 |          | Medansy      | -        |
| マギアラビュー!!             | 2023/03/20 |          | Fzi,赤井あお | 赤井あお |
| NONFICTION                   | 2023/07/08 | 赤井あお | 赤井あお     | -        |
| マジカルプリズム             | 2023/07/31 | Fzi      |              | -        |

## アルバム
1stミニアルバムが全国アニメイトで2023/07/27に発売開始